# 求婚旅行
求婚旅行（きゅうこんりょこう）は、1974年4月6日から9月21日まで夜9時から1時間枠で、日本テレビ系列で「グランド劇場」として放送されたテレビドラマ。

## 概要
田辺聖子原作の同名小説のテレビドラマ化。美人だが、結婚適齢期を迎えてもなかなか結婚しないOLとその家族を中心に、男女の哀歓と悲哀を描いたホームドラマ。OL役で新珠三千代が主演。
オープニング曲の開始直前、タイプライターで文字を打つように番組タイトルが現れ、その後、オープニング曲が始まる。

## キャスト
- 吉見昭子：新珠三千代
- 吉見とめ：杉村春子
- 吉見和子：太地喜和子
- 芝岡平三：北村和夫 - 昭子の勤める鉄鋼会社の下請け会社の社長
- 芝岡みどり：高橋洋子 - 三枝子の娘
- 芝岡三枝子：園佳也子 - 平三の兄嫁
- 芝岡笑子：北村佳子
- 芝岡咲子：瀬島充貴
- 芝岡貞代：安芸秀子 - 平三の母
- 六車：財津一郎
- 吉見新一：永井秀和
- 香村：江守徹
- 千秋：山口いづみ - 事務員
- 桜田淳子
- 河上：加藤武
- 奈良岡朋子
- 酒巻：長谷川哲夫
- 春吉：下元勉 - とめの前夫
- 藤江：赤木春恵 - 平三の先妻の姉
- 紀子：中村メイコ - 平三の友人
- 田端：小沢幹雄
- 森塚敏
- 十輪院和尚：小松方正 - 第3話ゲスト
- 麻美：福田公子 - 大阪のバーのマダム、第12話ゲスト
- 田代：金田龍之介 - 第15話ゲスト

## スタッフ
- 原作：田辺聖子
- 脚本：北村篤子
- 演出：池田義一、小杉義夫
- プロデューサー：早川恒夫
- 制作：東宝、日本テレビ

## サブタイトル
| 各話   | 放送日        | サブタイトル             | 演出     |
| ------ | ------------- | ------------------------ | -------- |
| 第1話  | 1974年4月6日  | 母と娘の願い             | 池田義一 |
| 第2話  | 1974年4月13日 | 予期せぬ告白             |          |
| 第3話  | 1974年4月20日 | 旅の秘密                 |          |
| 第4話  | 1974年4月27日 | ひそやかなプロポーズ     |          |
| 第5話  | 1974年5月4日  | うわさの花嫁             |          |
| 第6話  | 1974年5月11日 | 後妻ごころ               |          |
| 第7話  | 1974年5月18日 | 先妻・後妻               |          |
| 第8話  | 1974年5月25日 | むしられた亭主           |          |
| 第9話  | 1974年6月1日  | わんぱく意地悪みそっかす |          |
| 第10話 | 1974年6月8日  | 過去を持つ母             | 小杉義夫 |
| 第11話 | 1974年6月15日 | 二十年目の再会           | 池田義一 |
| 第12話 | 1974年6月22日 | 気になる告げ口           | 小杉義夫 |
| 第13話 | 1974年6月29日 | ママから逃げろ!          | 小杉義夫 |
| 第14話 | 1974年7月6日  | まだまだ青春             | 池田義一 |
| 第15話 | 1974年7月13日 | 見合いの後で…            | 池田義一 |
| 第16話 | 1974年7月20日 | おんな同志               | 小杉義夫 |
| 第17話 | 1974年7月27日 | 女のさやあて             | 小杉義夫 |
| 第18話 | 1974年8月3日  | 妻の敵                   |          |
| 第19話 | 1974年8月10日 | あきらめた妻の座         | 池田義一 |
| 第20話 | 1974年8月17日 | ただいま別居中           | 小杉義夫 |
| 第21話 | 1974年8月24日 | 後妻パーティ             | 小杉義夫 |
| 第22話 | 1974年8月31日 | 婚約の手記               | 池田義一 |
| 第23話 | 1974年9月7日  | 奥さま浮気をどうぞ       | 池田義一 |
| 第24話 | 1974年9月14日 | ついに! あばかれた関係   | 小杉義夫 |
| 最終話 | 1974年9月21日 | 後妻奮戦記               | 池田義一 |

| 日本テレビ系 土曜グランド劇場 | 日本テレビ系 土曜グランド劇場 | 日本テレビ系 土曜グランド劇場 |
| 前番組                        | 番組名                        | 次番組                        |
| ----------------------------- | ----------------------------- | ----------------------------- |
| さよなら・今日は              | 求婚旅行                      | となりのとなり                |

## 製作
NHKの連ドラのヒロインに、次回作の出演交渉が殺到するのは恒例であるが、1973年4月から1974年3月まで放送されたNHK連ドラ『北の家族』のヒロインで、文学座の女優・高橋洋子の元にも民放各局、映画界の計20社から引き合いがあった。高橋は映画では自身が出演を熱望した『サンダカン八番娼館 望郷』になったが、テレビドラマは最も早くから口説かれていた本作に決った。過去の女優が大胆なイメージチェンジや、背伸びして失敗して例が多かったこともあり、『北の家族』のヒロイン・志津の延長線上にある明朗な現代娘という役どころで大切に育てようとする文学座の方針と日本テレビサイドの条件が合致した。主演は新珠三千代だが、それ以外の杉村春子、太地喜和子、北村和夫、江守徹、加藤武ら文学座がユニット出演した。文学座の重鎮が新人・高橋をしごく形。1974年2月21日に始めての収録が行われたが、さっそく、新珠、杉村、北村に囲まれ、収録開始。杉村は高橋に対して「まだ何もできない子供。演技がいい悪いといえる段階ではありません。何もできないと自覚し、地道にやっていこうという心構えを持つこと。おごらずにやっていくことがまず大切。一緒の時はこわいことも言います」などと述べ、高橋をビビらせた。